# 文齐斯拉夫·西梅奥诺夫

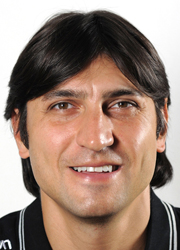
文齐斯拉夫·西梅奥诺夫

文齐斯拉夫·西梅奥诺夫（1977年2月3日—），意大利前男子排球运动员。他曾代表意大利国家队参加2004年夏季奥林匹克运动会排球比赛，结果获得一枚银牌。